# Amastris (Tochter des Artaxerxes)
Amastris war eine Angehörige der persischen Achämenidendynastie im 4. Jahrhundert v. Chr. Sie war eine Tochter und gleichzeitig Gemahlin des Großkönigs Artaxerxes II.
Artaxerxes II. versprach zunächst dem armenischen Satrapen Tiribazos, ihm seine Tochter Amastris zur Gemahlin zu geben, vermählte sich dann jedoch selbst mit ihr. Dieses Verhalten des Großkönigs nahm Tiribazos in den späten 360er Jahren v. Chr. zum Anlass, Artaxerxes’ Sohn und Thronfolger Dareios zu einem Komplott gegen dessen Vater anzustiften; allerdings scheiterte die Verschwörung.